# California Breed
I California Breed sono stati un supergruppo musicale rock statunitense attivo dal 2013 al 2015.

## Formazione
- Glenn Hughes - voce, basso
- Andrew Watt - chitarra
- Jason Bonham - batteria (fino al 2014)
- Joey Castillo - batteria (solo tour, dal 2014)

## Discografia
Album
- 2014 - California Breed